# Schädel von Motala
 Die beiden etwa 8000 Jahre alten Schädel von Motala fanden sich in den Resten einer massiven Steinpackung am Grund eines flachen Sees, die vermutlich als Grab diente. Im mittelschwedischen Motala am Göta-Kanal in Östergötlands län stießen Archäologen 2011 auf die zwei ältesten auf Stöcken aufgespießte Schädel. Die gepfählten Schädel stammen aus dem 6. Jahrtausend v. Chr. (Kongemose-Kultur) und sind ein bislang einmaliger Fund aus dem Mesolithikum.
Die Archäologen hatten hier in den vergangenen Jahren bereits Schädelfragmente von elf Menschen beiderlei Geschlechts und verschiedenen Alters (auch Kinder und Säuglinge) geborgen, während andere Knochen fast vollständig fehlten. Einige der anderen Schädel zeigen Anzeichen, dass auch sie in dieser Art und Weise montiert worden waren. Ob sie von einer rituellen Form der Bestattung zeugen oder es sich um Kopftrophäen handelt, ist ungewiss. Daneben fanden sich  Tierknochen und Werkzeuge aus Geweih, Knochen und Stein.
Im Gebiet um die Stadt Motala kamen in den letzten Jahren zahlreiche mittelsteinzeitliche Funde zum Vorschein (darunter das mesolithische Hornwerkzeug aus Motala), die in den durchnässten und sauerstoffarmen Auen gut erhalten blieben. Pfeilspitzen und Messer belegen, dass Jäger und Sammler bzw. Fischer dort zu einer Zeit lebten, als der Ort näher an der Ostseeküste lag.